# Latitudine

Mappamondo con indicazione di alcune latitudini

La latitudine (dal latino latitudo, -ĭnis = larghezza) è la coordinata geografica che specifica quanto la posizione di un punto sulla superficie terrestre si trovi a nord o a sud dell'equatore.
Dato che quest'ultimo divide la Terra in due emisferi uguali, abbiamo una latitudine Nord compresa tra 0° e 90° N e una latitudine Sud, compresa tra 0° e 90° S. 
In termini geometrici, la latitudine è pari all'altezza del polo celeste sull'orizzonte, ovvero la distanza angolare misurata in gradi lungo l'arco di meridiano compreso tra l'equatore e il parallelo passante per il punto considerato.

## Caratteristiche

La definizione di latitudine (Φ) e longitudine (λ) illustrata su una sfera

I punti la cui latitudine è un angolo retto sono detti poli. Il polo dal quale la rotazione del pianeta è vista come antioraria è detto polo nord, l'altro polo sud. La latitudine nell'emisfero centrato sul polo nord si indica come latitudine nord, l'altra come latitudine sud, e i rispettivi emisferi come boreale e australe.
I punti che hanno la stessa latitudine si trovano sullo stesso parallelo. Considerando la distanza tra ciascun polo e l'equatore, pari a 10 002 km, la distanza tra un grado e il successivo di latitudine corrisponde a circa 111 km. A causa dello schiacciamento dei poli terrestri i meridiani non sono dei cerchi perfetti, bensì delle ellissi. Questo implica che i gradi di latitudine non hanno lunghezze uguali.

## Misurazione
La latitudine si calcola con la misura dell'altezza del Sole o della stella polare sull'orizzonte, in gradi. Si potrebbe utilizzare un sestante per tale operazione. Nell'emisfero australe si deve prendere come riferimento l'altezza del polo sud celeste, trovato tramite la Croce del Sud, sull'orizzonte.